# Eurogame
Pour les articles homonymes, voir Eurogames.

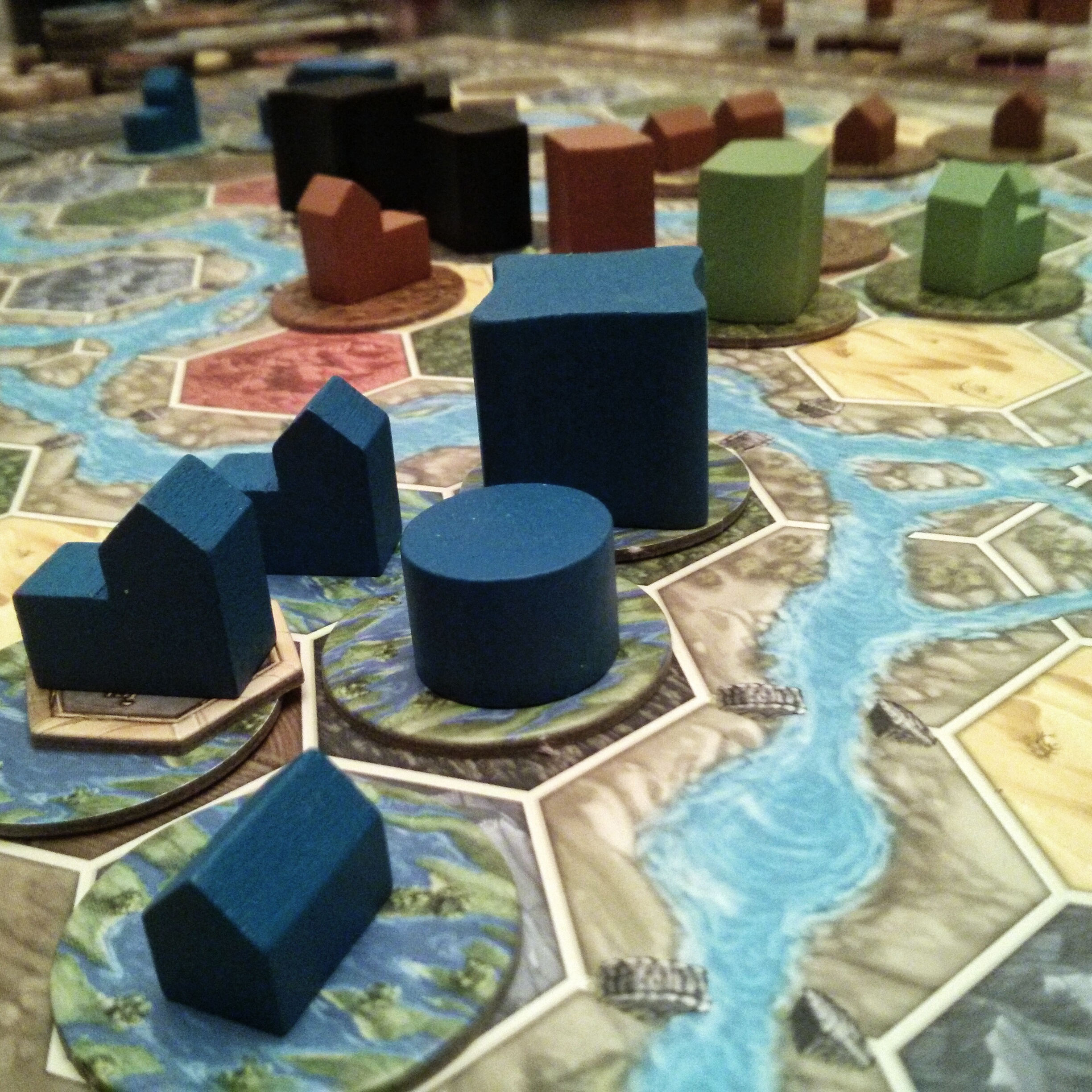
Vue détaillée du plateau lors d'une partie de Terra Mystica, un Eurogame sorti en 2012.

Un Eurogame (parfois aussi appelé jeu allemand ou jeu de style européen) est un type de jeu de société qui est caractérisé par une interaction indirecte entre les joueurs et des composants physiques abstraits. Les Eurogames sont parfois opposés aux jeux de société de style américain, qui impliquent généralement plus de hasard et d'interactions directes entre les joueurs. Ils nécessitent généralement plus de réflexion et de planification que les jeux d'ambiance tels que Pictionary ou Trivial Pursuit.

## Histoire

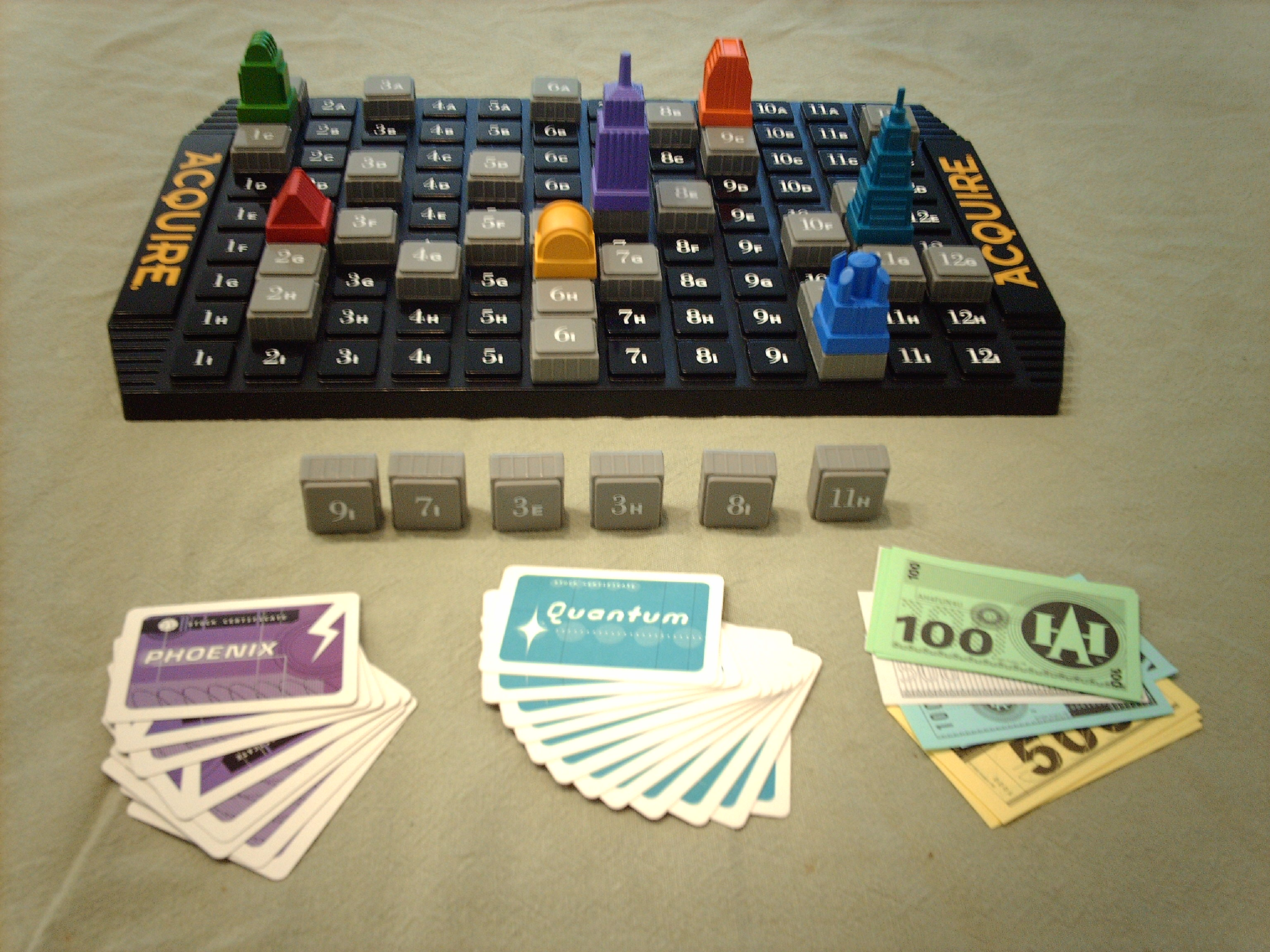
La version Hasbro de 1999 du jeu Acquire.

Les Eurogames contemporains apparaissent dans les années 1960, avec des titres comme Acquire de Sid Sackson. La série 3M, dont Acquire faisait partie, devient populaire en Allemagne et est prise en modèle pour une nouvelle forme de jeu dans laquelle le conflit direct ou la guerre ne joue aucun rôle, en partie à cause de l'aversion de l'Allemagne d'après-guerre pour les produits qui glorifiaient le conflit,.

### Jeux de société allemands en famille
Le genre se développe de façon plus précise à la fin des années 1970 et au début des années 1980 en Allemagne. Il se répand ensuite dans d'autres pays européens comme la France, les Pays-Bas et la Suède.
Les Colons de Catane, publié pour la première fois en 1995, ouvre finalement la voie au genre hors d'Europe. Bien qu'il ne soit ni le premier Eurogame ou plus généralement ni le premier jeu de société à trouver un public en dehors d'Allemagne, il devient beaucoup plus populaire que n'importe lequel de ses prédécesseurs.

### 21e siècle
En 2009, l'Allemagne est le pays où le plus de jeux de société sont achetés par habitant au monde. Alors que de nombreux Eurogames sont publiés et joués sur des marchés anglophones tels que les États-Unis et le Royaume-Uni, ils y occupent un statut de niche. Parmi les autres jeux du genre qui atteignent une grande popularité au début du XXIe siècle, on trouve notamment Carcassonne, Puerto Rico, Les Aventuriers du Rail et Alhambra.

## Caractéristiques

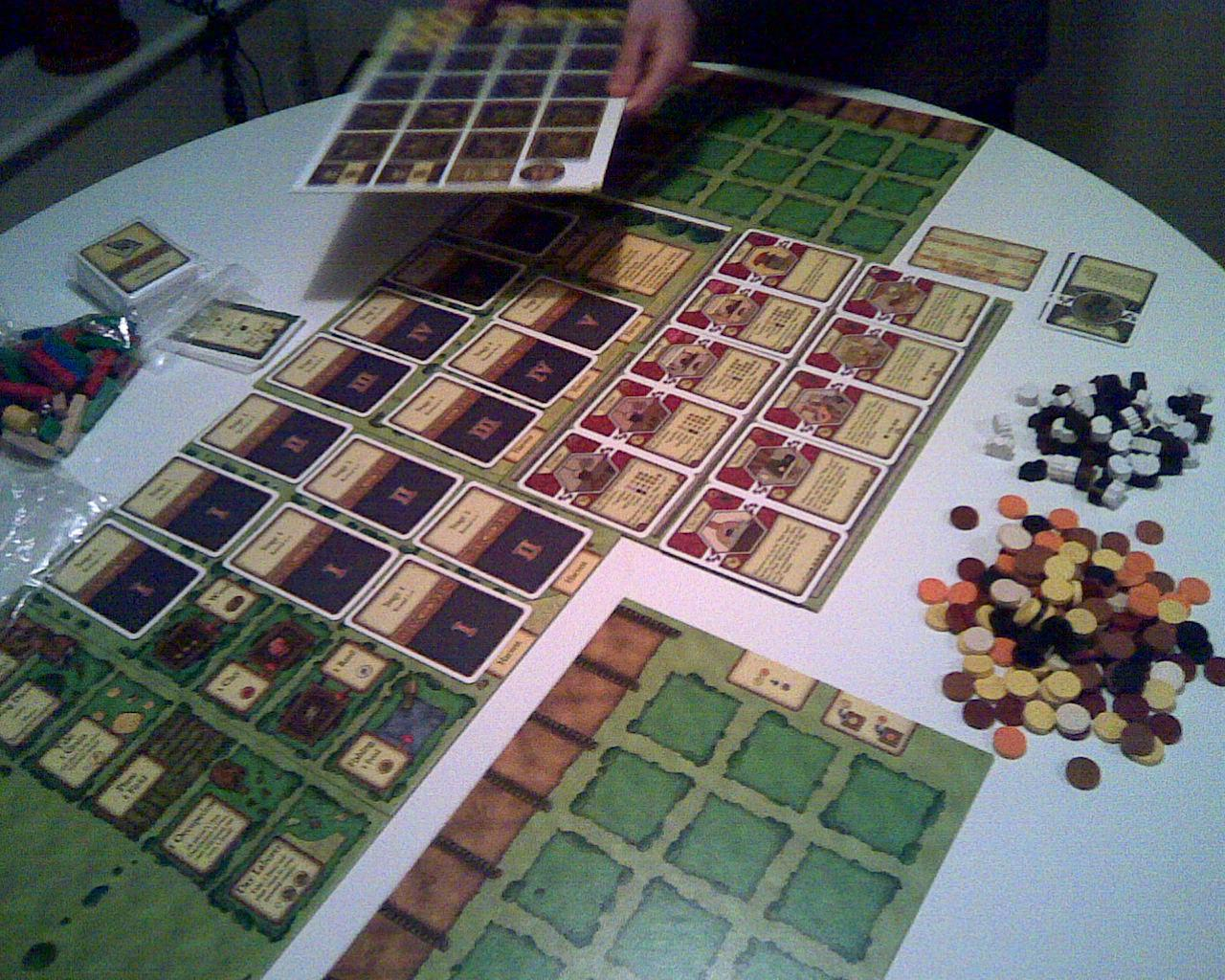
Un jeu d'Agricola en cours de mise en place.

Les Eurogames ont tendance à être axés sur un défi pour les joueurs. Ils présentent une économie reposant sur l'acquisition de ressources plutôt que sur des conflits directs, et la chance y a une part volontairement limitée,. Ils diffèrent également des jeux de stratégie abstraits comme les échecs en utilisant des thèmes liés à des lieux spécifiques et mettent l'accent sur le développement individuel et la réalisation comparative plutôt que sur un affrontement.
Les Eurogames mettent également l'accent sur les défis mécaniques de leurs systèmes plutôt que sur le fait que les systèmes correspondent au thème du jeu. Ils ont généralement des règles plus simples que les jeux de guerres qui ont fleuri dans les années 1970 et 1980 chez des éditeurs tels que SPI et Avalon Hill, mais ont néanmoins souvent une profondeur de jeu considérable.
L'une des conséquences de la popularité croissante de ce genre est une expansion vers le haut de la complexité.

### Incitation au jeu social

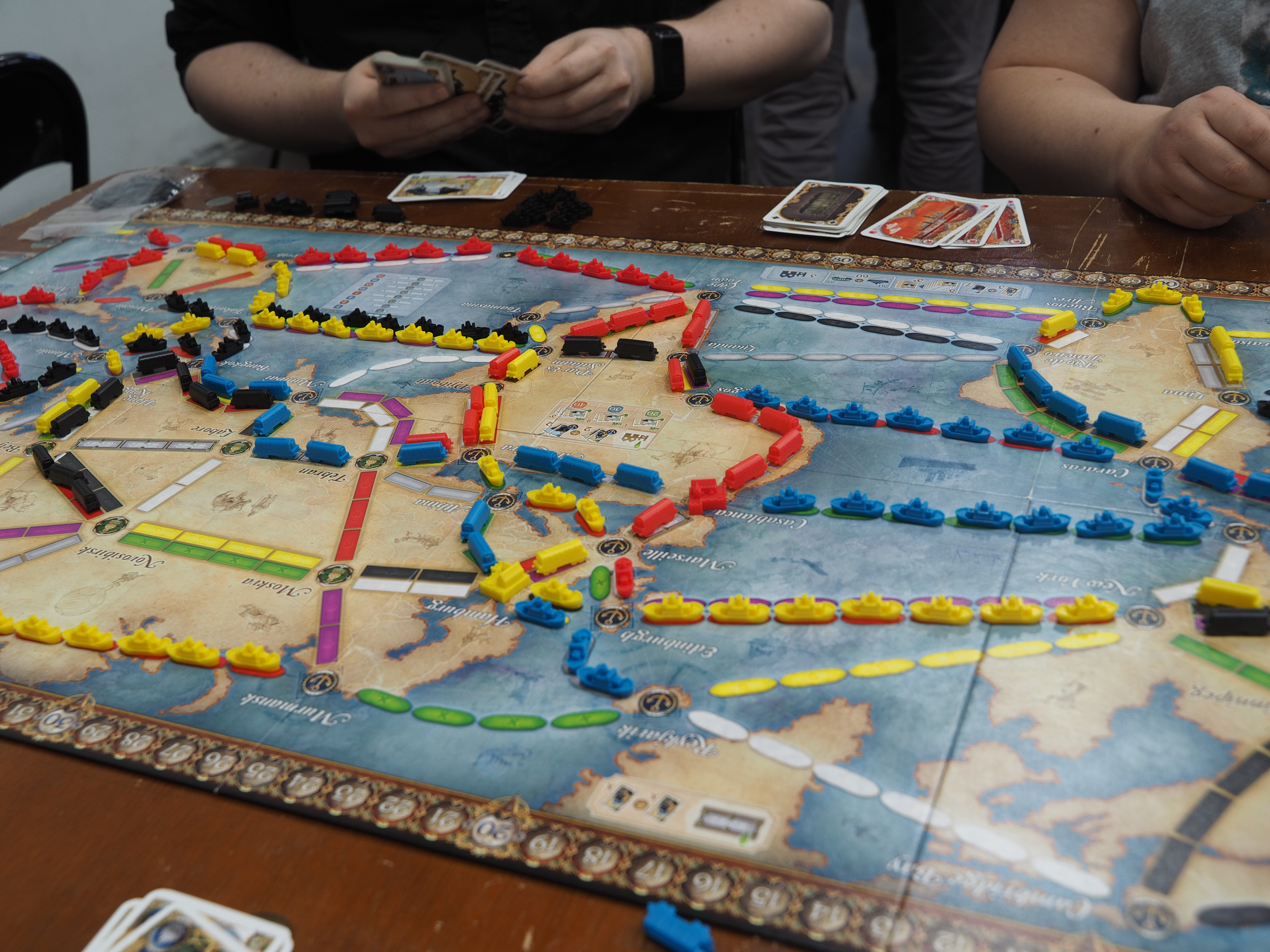
Une partie à quatre joueurs des Aventuriers du Rail.

Alors que de nombreux titres (en particulier ceux qui sont stratégiquement plus lourds) sont joués avec par les joueurs comme passe-temps, les Eurogames sont, pour la plupart, bien adaptés au jeu social. Conformément à cette fonction sociale, diverses caractéristiques des jeux ont tendance à bien soutenir cet aspect, et celles-ci sont devenues assez courantes dans le genre.
Contrairement à des jeux tels que Risk ou Monopoly, dans lesquels un jeu serré peut se prolonger indéfiniment, les Eurogames ont généralement un mécanisme pour arrêter le jeu dans le temps de jeu indiqué. Les mécanismes courants incluent un score gagnant prédéterminé, un nombre défini de tours de jeu ou l'épuisement de ressources de jeu limitées. Le temps de jeu varie d'une demi-heure à quelques heures, une à deux heures étant typique.
Généralement, les Eurogames n'ont pas un nombre fixe de joueurs comme les échecs ou le bridge ; bien qu'il existe un nombre important de jeux de style allemand conçus pour exactement deux joueurs, la plupart des jeux peuvent accueillir de deux à six joueurs (avec différents degrés d'adéquation). Les jeux à six joueurs sont assez rares, avec Power Grid et Caverna (ce dernier prenant en charge les jeux à sept joueurs) en étant deux exemples, ou nécessitent des extensions, comme avec Les Colons de Catane ou Carcassonne. Les joueurs jouent généralement individuellement plutôt qu'en équipe.
Un nombre croissant d'Eurogames prennent en charge le jeu en solo avec des règles modifiées à partir des années 2020. Pour gagner, le joueur doit soit atteindre des objectifs de campagne solo spécifiques, soit battre le score d'un adversaire simulé qui agit selon des règles spéciales décrites dans le scénario. Les Eurogames récents adaptés au jeu en solo incluent Wingspan, Terraforming Mars ou Spirit Island.

### Pas d'élimination de joueur
Une autre caractéristique importante de ces jeux est l'absence d'élimination des joueurs. L'élimination des joueurs avant la fin du jeu est considérée comme contraire à l'aspect social de ces jeux. La plupart sont donc conçus pour garder tous les joueurs dans le jeu aussi longtemps que possible, et il est donc rare d'être certain de la victoire ou de la défaite jusqu'à relativement tard dans la partie.
Dans cette continuité, les systèmes de notation Eurogame sont souvent conçus de manière que le score caché ou les bonus de fin de partie puissent catapulter un joueur qui semble être en retard à la fin du jeu en tête. Une conséquence est que les Eurogames ont tendance à avoir plusieurs chemins vers la victoire (en fonction de la visée de différents bonus de fin de partie) et il n'est souvent pas évident pour les autres joueurs de savoir quel chemin stratégique un joueur poursuit.
Des mécanismes d'équilibrage sont parfois intégrés dans les règles, donnant de légers avantages aux joueurs en retard et de légers obstacles aux leaders afin de garder le jeu compétitif jusqu'à la toute fin.

### Mécanique de jeu
Une grande variété de mécanismes ou de mécanismes souvent innovants sont utilisés, et les mécanismes familiers tels que lancer des dés sont évités. Si un jeu a un plateau, le plateau est généralement irrégulier plutôt qu'uniforme ou symétrique comme aux échecs ou encore au Scrabble.
Le plateau est souvent généré en partie aléatoirement (comme dans Les Colons de Catane) ou comporte des éléments aléatoires (comme Tikal). Certains tableaux sont simplement mnémoniques ou organisationnels et ne contribuent qu'à la facilité de jeu, comme un tableau de cribbage ; des exemples de cela incluent Porto Rico et Les Princes de Florence. Des éléments aléatoires sont souvent présents, mais ne dominent généralement pas le jeu. Bien que les règles soient légères à modérées, elles permettent une profondeur de jeu et nécessitent généralement de la réflexion, de la planification et un changement de tactique tout au long du jeu. Similairement aux échecs, les parties peuvent être décomposées en ouverture, milieu de jeu et phase finale.
Le livre Eurogames de Stewart Woods cite six exemples de mécanismes communs aux Eurogames :
- Placement des tuiles - placement spatial des composants du jeu sur le plateau de jeu.
- Enchères - comprend des enchères ouvertes et cachées de ressources et d'actions entre joueurs et le système de jeu lui-même.
- Commerce/Négociation – ne pas simplement échanger des ressources de valeurs équivalentes, mais permettre aux joueurs de définir des marchés.
- Collection - collecte de ressources dans des groupes spécifiques qui sont ensuite échangés contre des points ou une autre devise.
- Contrôle de zone - contrôle d'un élément de jeu ou d'un espace de plateau grâce à l'allocation de ressources.
- Placement d'ouvrier ou sélection des rôles - les joueurs choisissent des actions de jeu spécifiques dans un ordre séquentiel, les joueurs n'étant souvent pas autorisés à choisir une action précédemment sélectionnée.

### Faible caractère aléatoire

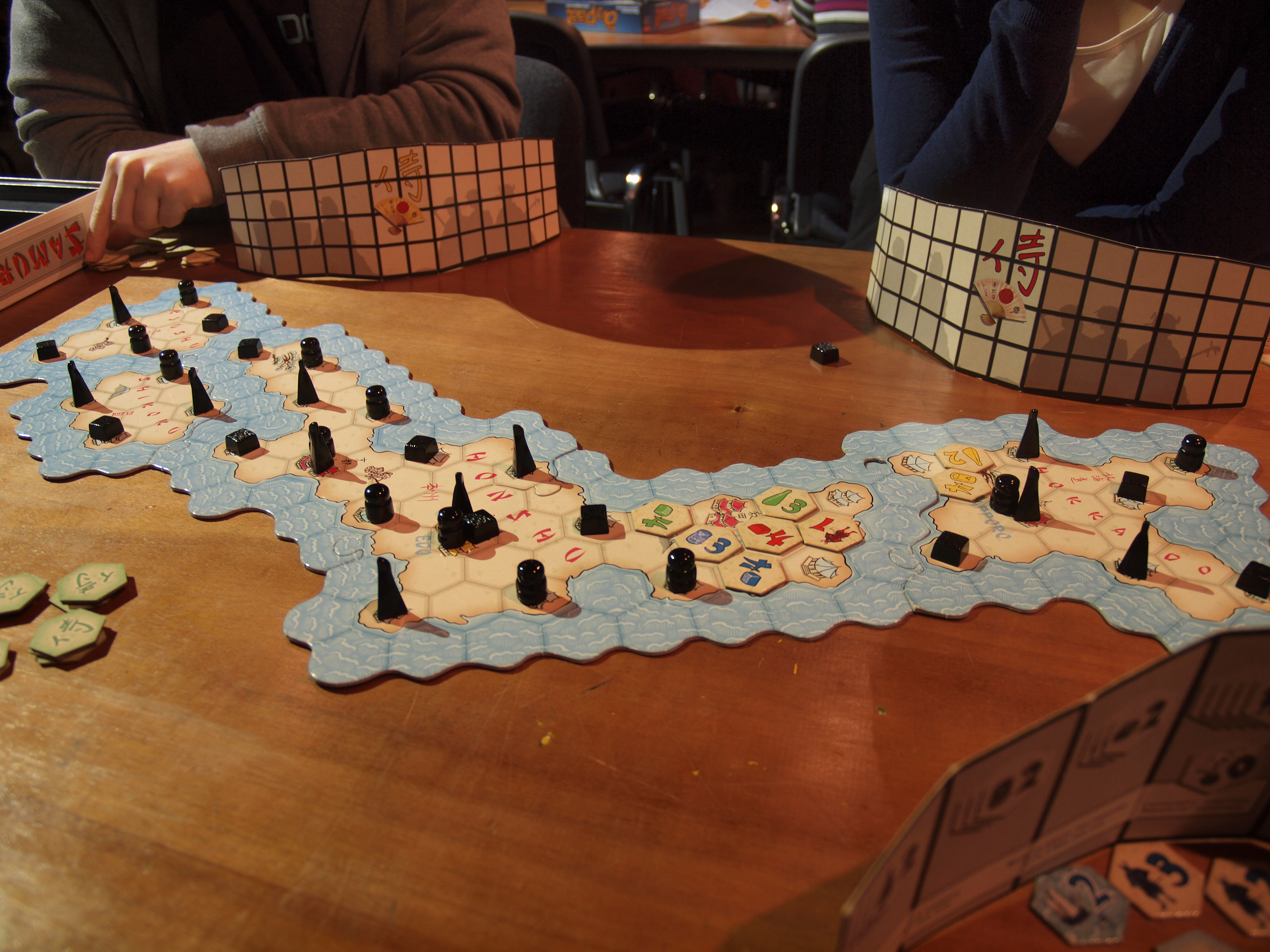
Samurai est un jeu de placement de tuiles, de collecte et de contrôle de zone.

Les jeux Eurogame ont tendance à minimiser la chance et les éléments aléatoires,. Souvent, le seul élément aléatoire du jeu sera la distribution des ressources ou du terrain dans la configuration initiale, ou (moins fréquemment) l'ordre aléatoire d'un ensemble de cartes événement ou objectif. Le rôle joué par des mécanismes délibérément aléatoires dans d'autres styles de jeu est plutôt rempli par l'imprévisibilité du comportement des autres joueurs.

### Game designer en tant qu'auteur
Bien qu'il ne soit pas pertinent pour le jeu en pratique, le nom du concepteur du jeu est souvent mentionné en évidence sur la boîte, ou du moins dans le livre de règles. Les meilleurs designers bénéficient d'un suivi considérable parmi les passionnés d'Eurogames. Pour cette raison, le nom de "jeux de créateurs" est souvent proposé comme description du genre. Il y a aussi des jeux conçus comme des spin-offs de licences populaires.

## Industrie

### Créateurs
Les concepteurs d'Eurogames incluent :
- Antoine Bauza, français, créateur de 7 Wonders, Tokaido et Takenoko[12]
- Bruno Cathala, français, créateur de Kingdomino[13] et de Five Tribes[14].
- Vlaada Chvátil, tchèque, dont les jeux incluent Through the Ages: A Story of Civilization, Galaxy Trucker, Space Alert et Codenames. Ses livres de règles sont souvent divisés en plusieurs "scénarios d'apprentissage" qui introduisent progressivement les joueurs aux règles au fur et à mesure qu'ils progressent dans les scénarios.
- Rüdiger Dorn, allemand, créateur d'Istanbul, Karuba, Las Vegas, et Louxor[12]
- Bruno Faidutti, français, créateur de Citadelles[15]
- Stefan Feld, concepteur notamment de jeux qui utilisent des dés[16], et qui permettent aux joueurs de marquer des points de différentes manières[17]. Il a conçu des jeux tels que Les Châteaux de Bourgogne et Trajan, et trois de ses jeux (Strasbourg, Bruges et Carpe Diem) ont été nommés pour le Spiel des Jahres[17].
- Friedemann Friese, allemand, créateur de Power Grid[18].
- Reiner Knizia, concepteur de plus de 600 jeux publiés[19]. Les mécanismes récurrents de ses jeux incluent les enchères ( Ra et Modern Art ), le placement de tuiles (Tigre et Euphrate[20] et Ingenious) et des règles de notation complexes (Samurai). Il a également conçu de nombreux jeux de cartes tels que Lost Cities[21], Schotten-Totten et Blue Moon, ainsi que le jeu de société coopératif Le Seigneur des Anneaux.
- Wolfgang Kramer, créateur de El Grande, Tikal, Princes de Florence et Torres.
- Alan R. Moon, un concepteur d'origine britannique avec des jeux souvent sur le thème du chemin de fer, notamment Les Aventuriers du Rail, gagnant du Spiel des Jahres, et Elfenland[22].
- Alex Randolph, créateur de Twixt, Sagaland, Intrigues à Venise, Ricochet Robots. Son succès est à l'origine du placement du nom de l'auteur sur les règles et la boîte.
- Uwe Rosenberg, concepteur de jeux comme Agricola, Le Havre, et Patchwork[18].
- Andreas Seyfarth, qui a conçu les jeux Puerto Rico, Manhattan, et, avec Karen Seyfarth, L'Aventure postale[7].
- Klaus Teuber, créateur de Catan[23]
- Klaus-Jürgen Wrede, créateur la série de jeux de société Carcassonne[24]

### Événements

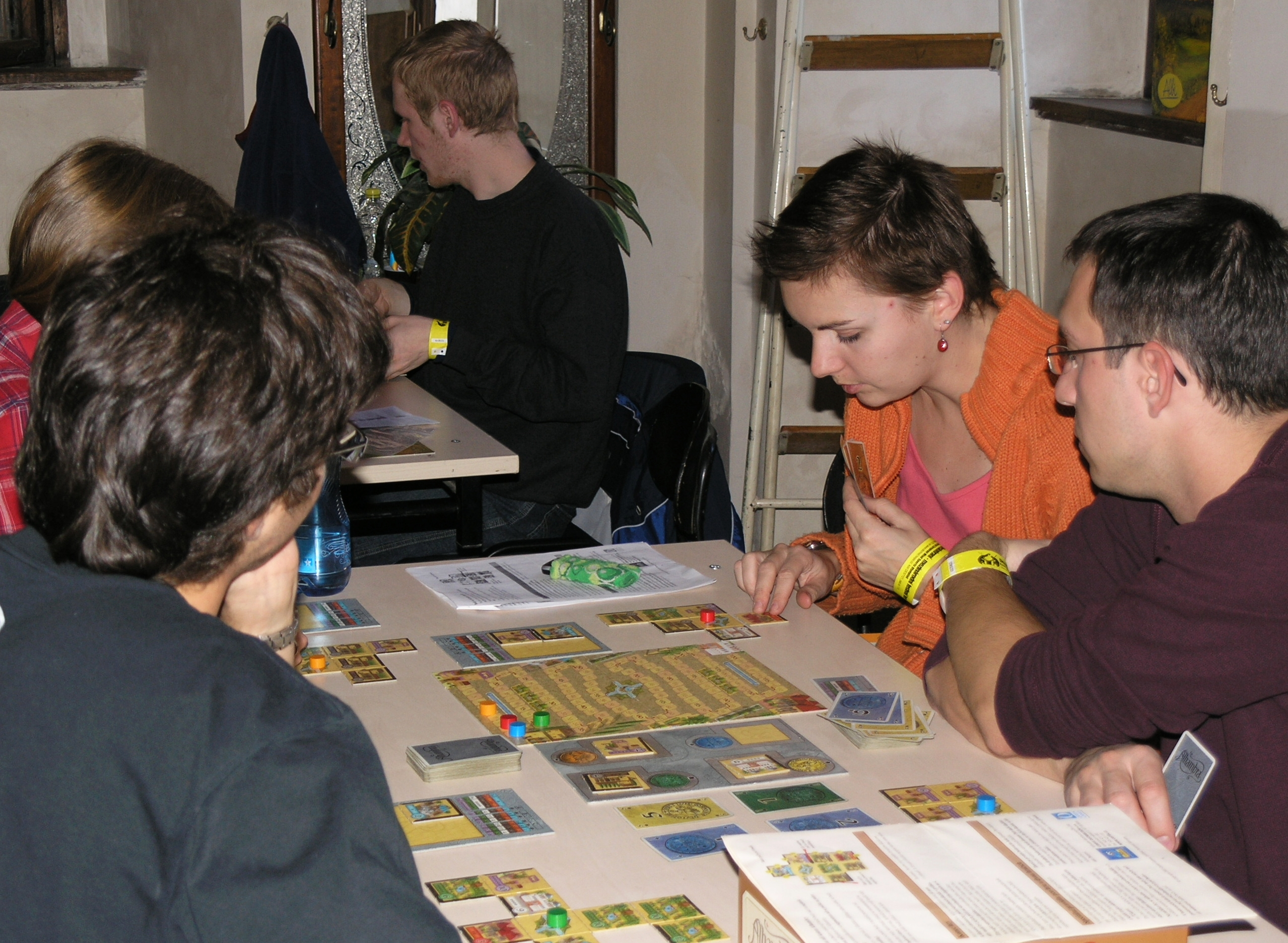
Des joueurs d'Alhambra en 2008.

L'Internationale Spieltage, également connue sous le nom d'Essen Spiel ou Essen Games Fair, est la plus grande convention de jeux non numériques au monde,. Elle est aussi le lieu où le plus grand nombre d'Eurogames sont publiés chaque année. Fondée en 1983 et tenue chaque automne à Essen, en Allemagne, la foire est fondée dans le but de fournir un lieu où les gens peuvent se rencontrer et jouer à des jeux de société, et montrer que le jeu fait partie intégrante de la culture allemande.
Un "Championnat du monde de jeux de société" a lieu chaque année en juillet en Pennsylvanie, aux États-Unis. L'événement dure neuf jours et comprend des pistes de tournois de plus d'une centaine de jeux ; si les wargames traditionnels y sont joués, les tournois les plus populaires sont des Eurogames et il est généralement perçu comme un événement centré sur l'Eurogame. La participation est internationale, bien que les joueurs des États-Unis et du Canada prédominent.

### Récompenses
Le prix le plus prestigieux du jeu de société allemand est le Spiel des Jahres ("jeu de l'année"),. Le prix est très axé sur la famille, ce qui implique que des jeux plus courts et plus accessibles, tels que Les Aventuiers du Rail et Elfenland, sont généralement préférés par le comité qui décerne le prix.
En 2011, le jury responsable du Spiel des Jahres a créé le Kennerspiel des Jahres, ou jeu du connaisseur de l'année, pour les jeux plus complexes.
Le Deutscher Spiele Preis («prix du jeu allemand») est également décerné à des jeux plus complexes et stratégiques, comme Puerto Rico. Cependant, il existe quelques jeux suffisamment populaires pour remporter les deux prix : Les Colons de Catane (1995), Carcassonne (2001), ou Dominion (2009).

## Dématérialisation
Xbox Live Arcade a inclus des jeux populaires du genre, Les Colons de Catane étant sorti avec de fortes ventes le 13 mai 2007, Carcassonne étant sorti le 27 juin 2007,. Lost Cities et Les Aventuriers du Rail ont ensuite suivi.
L'iPhone reçoit des versions de Catane et Zooloretto en 2009. Carcassonne est ajouté à l'App Store en juin 2010. Plus tard, Les Aventuriers du Rail a été développé à la fois pour l'iPhone et l'iPad, augmentant considérablement les ventes du jeu de société.
Des sites web comme Board Game Arena ou BrettspielWelt permettent de jouer à de nombreux Eurogame en ligne, parfois gratuitement. Des forums en ligne pour les amateurs de jeux de société, et notamment d'Eurogames, existent aussi, tels que BoardGameGeek.